# Радивоје Микић
Радивоје Микић (Горње Драговље, 1950) српски је књижевник, есејист, књижевни критичар и антологичар.

## Биографија
Рођен је 1950. године у Горњем Драговљу, код Гаџиног Хана. Школовао се у родном месту, гимназију завршио у Нишу, Вишу педагошку школу (српскохрватски језик и књижевност) у Нишу и Филолошки факултет у Београду. На њему је потом магистрирао и докторирао на делу Ранка Маринковића код проф. Тода Чолака.
Једно време је био директор Дома културе Студентски град у Београду, потом секретар Андрићеве задужбине и уредник и главни уредник Нолита (1988 – 1996), када прелази на Филолошки факултет за професора Увода у књижевност и Дечје књижевности. Истовремено уредник је у Народној књизи.
Књижевношћу је почео да се бави од гимназијских дана у Нишу, где је до 1974. године објављивао поезију и књижевну критику. Часопис „Градина“ му је 1973. године (бр. 9/10) објавио избор песама са поговором Зорана Милића.

## Књижевне награде
- Милан Богдановић,
- Микина чаша,
- Ђорђе Јовановић
- Награда ИП Григорије Божовић, Приштина, за књигу године 1998.

## Дела

### Избор песама
- Чудесна лета, Градина, 9/10, 1973,

- Чудесна лета, Градина, 9/10, 1973,

### Књиге критика
- Прољећа Ивана Галеба Владана Деснице (1985),
- Поступак карневализације – увод у поетику Ранка Маринковића (1988),
- Песма и мит о свету (1989),
- Језик поезије (1990),
- Опис приче (1998),
- Песнички поступак (1999),
- Орфејев двојник (2002),
- Прича и значење (2005),
- Песма: текст и контекст (2006),
- Песничка посла (2008),
- Песник тамних ствари (2010),

### Антологије
- Српска приповетка 1950 – 1982, (1983)
- Антологија савремене српске поезије Републике Српске, (2001)

### Приредио
- Бранко Миљковић и савремена српска поезија, (1996),
- Поезија Бранка Миљковића, (2003),